# Bartłomiej I (patriarcha Konstantynopola)

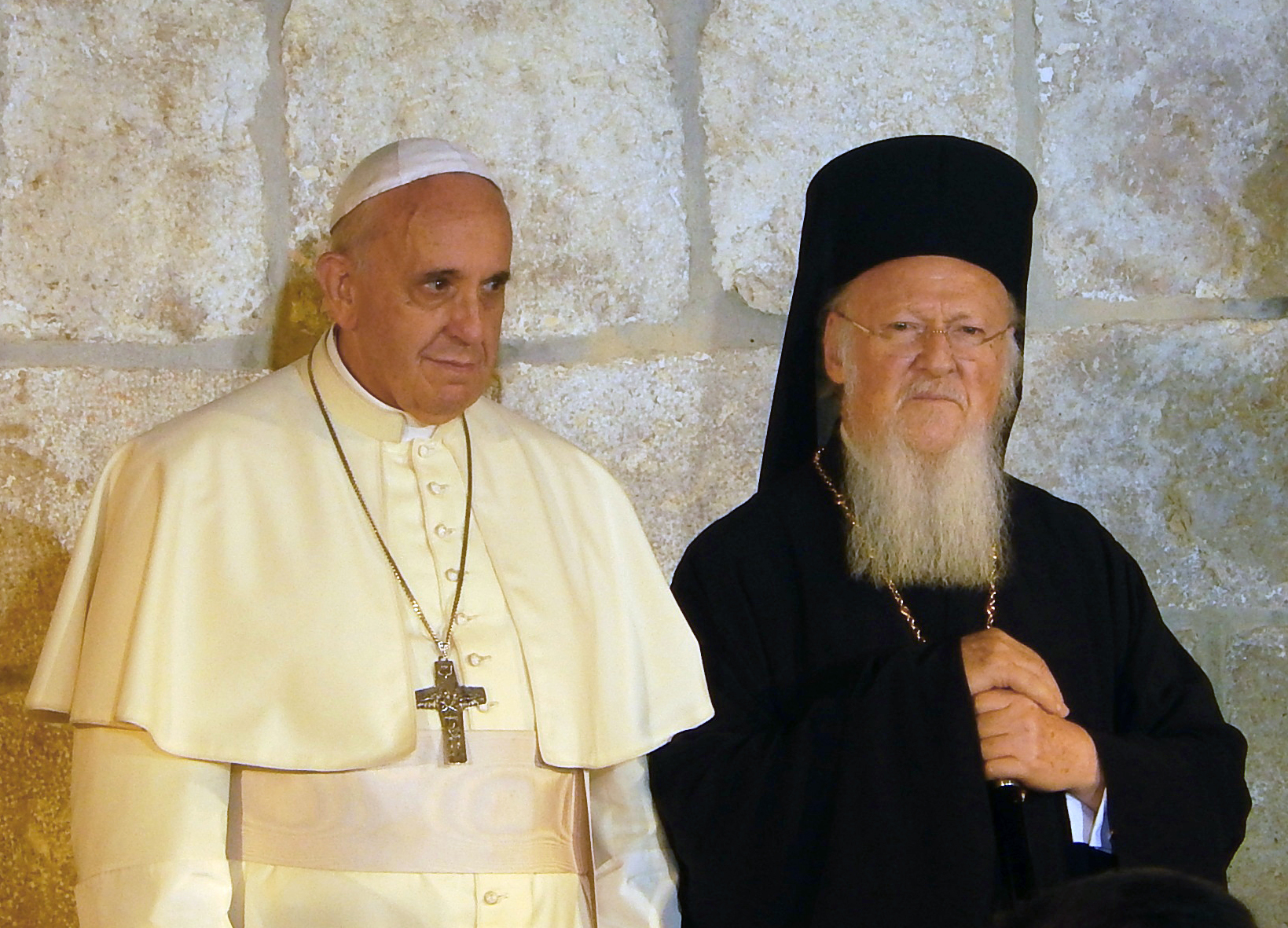
Papież Franciszek i Bartłomiej I

Bartłomiej I, właśc. Δημήτριος Αρχοντώνης, Dimitrios Archondonis (ur. 29 lutego 1940 na Imroz) – grecki duchowny prawosławny, patriarcha Konstantynopola. Pełna tytulatura: „Jego Świątobliwość Bartłomiej I, Arcybiskup Konstantynopola – Nowego Rzymu i Patriarcha Ekumeniczny”.

## Życiorys
W 1961 Dimitrios Archondonis ukończył seminarium duchowne na Chalki. 13 sierpnia 1961 ówczesny metropolita chalcedoński Meliton wyświęcił go na hierodiakona z imieniem Bartłomiej.
W latach 1961–1963 hierodiakon odbył służbę w wojsku tureckim. W latach 1963–1969 studiował na Uniwersytecie Ludwika i Maksymiliana w Monachium, w Bossejskim Instytucie Ekumenicznym (w Szwajcarii) oraz Papieskim Instytucie Orientalnym w Rzymie, gdzie obronił doktorat pt. Kodyfikacja świętych kanonów oraz instytucji kanonicznych w Cerkwi Prawosławnej. Po powrocie na Chalki 19 listopada 1969 został wyświęcony na hieromnicha przez patriarchę Atenagorasa I. Później w bardzo krótkim czasie został wyniesiony do godności archimandryty. 25 grudnia 1973 obecny patriarcha został wyświęcony na biskupa i mianowany metropolitą Alaşehiru. 14 stycznia 1991 został wyniesiony do godności metropolity chalcedońskiego oraz dziekana synodu Patriarchatu Konstantynopolitańskiego.
Po śmierci patriarchy Dymitra I w październiku 1991 został wybrany patriarchą Konstantynopola. Intronizacja odbyła się 2 listopada 1991. Jest tym samym honorowym przywódcą duchowieństwa prawosławnego. Kontynuuje politykę dialogu z katolikami, nawiązał także porozumienie z przedstawicielami innych religii (islamu, judaizmu, innych wyznań chrześcijańskich). Zajął się odbudową hierarchii prawosławnej w niektórych krajach dawnego bloku socjalistycznego w Europie.
Jest narodowości greckiej, posiada obywatelstwo tureckie, jednak na zasadach prawa rum millet korzysta z praw suwerena nad wyznawcami greckiego prawosławia. Poliglota, władający poza tureckim i greckim również włoskim, niemieckim, francuskim, angielskim oraz klasyczną greką i łaciną.
6 października 1997 – w uznaniu wybitnego i trwałego wkładu w porozumienie religijne i pokój – został uhonorowany Złotym Medalem Kongresu (Congressional Gold Medal) – jednym z najwyższych odznaczeń cywilnych w Stanach Zjednoczonych.
16 października 1998 otrzymał tytuł doktora honoris causa Chrześcijańskiej Akademii Teologicznej w Warszawie.
20 sierpnia 2010 został doktorem honorowym KUL.
19 marca 2013 jako pierwszy od niemal tysiąca lat patriarcha Konstantynopola, był obecny na inauguracji pontyfikatu katolickiego papieża Franciszka.
W czerwcu 2016 r. przewodniczył delegacji Patriarchatu Konstantynopolitańskiego na Święty i Wielki Sobór Kościoła Prawosławnego na Krecie.
Na przełomie 2018 i 2019 proklamował powstanie autokefalicznego Kościoła Prawosławnego Ukrainy, co doprowadziło do konfliktu z Patriarchatem Moskiewskim, który jednostronnie zerwał łączność eucharystyczną z Konstantynopolem.